# Nicola Fergola
Nicola Fergola (o Nicolò Fergola; Napoli, 29 ottobre 1753 – Napoli, 21 giugno 1824) è stato un matematico italiano, fondatore della Scuola sintetica napoletana, fondata sull'analisi della geometria degli antichi.

## Biografia

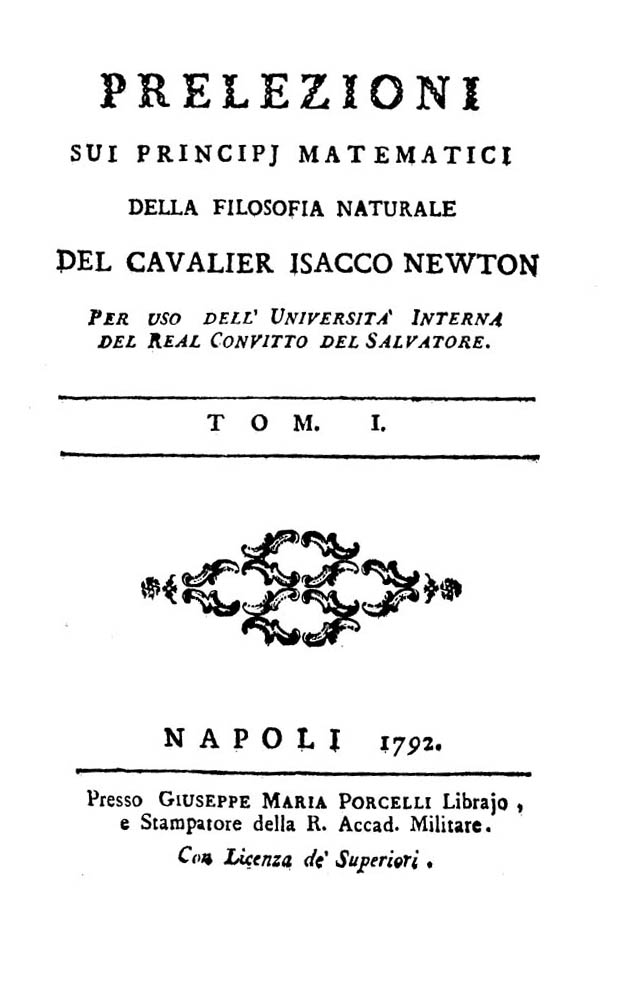
Prelezioni sui principi matematici della filosofia naturale del cavalier Isaac Newton, 1792

Nicola Fergola nacque a Napoli il 29 ottobre del 1753, da Luca Fergola e Candida Starace. Fece dapprima studi umanistici e giuridici; dopo la laurea in legge, studiò matematica con Giuseppe Marzucco (1713-1800). Nel 1779 divenne socio della Reale Accademia di scienze e belle lettere di Napoli. Nel 1788 il nuovo segretario dell’Accademia, Pietro Napoli Signorelli, fece pubblicare un volume intitolato Atti della Reale Accademia delle Scienze e Belle Lettere di Napoli dalla fondazione sino all'anno 1787, contenente quattordici memorie, di cui nove di matematica dovute a Fergola e a Saladini.
Attorno al 1771 Fergola aprì una scuola a Napoli, destinata a divenire uno dei centri più prestigiosi dell'istruzione privata del regno; nello stesso periodo fu nominato professore al Liceo del Salvatore, un istituto regio fondato nel 1770 in luogo di un collegio della Compagnia di Gesù, soppressa da Papa Clemente XIV nel 1769. Al Liceo del Salvatore per molti anni Fergola fu professore di filosofia; ottenne la cattedra di matematica analitica e di fisica matematica, con obbligo alla pubblicazione delle lezioni, solo alla fine del 1789. Alcune delle opere più interessanti, per esempio le Prelezioni sui Principi matematici della filosofia naturale del cavaliere Isacco Newton (1792-93), sono nate come dispense delle lezioni. Alla scuola di Fergola si formarono i maggiori matematici napoletani della generazione successiva: Felice Giannattasio, Carlo Forti, Pietro Schioppa, Francesco Bruno, Luigi Telesio (futuro biografo di Fergola), Vincenzo Flauti, Giuseppe Scorza e soprattutto Annibale Giordano il quale giovanissimo, nel 1787, pubblicò una generalizzazione del "problema di Pappo" (o di Castillon) che lo rese celebre.
Il lavoro di Fergola era incentrato sulla geometria pura, trattata usando i metodi sintetici dei matematici greci. Fergola riteneva che l‘insegnamento della matematica dovesse avere come principale obiettivo il rigore deduttivo e che la metodologia sintetica (non solo in geometria ma anche nel calcolo differenziale e integrale) fosse la più elevata espressione di tale rigore. Chasles, nell'Aperçu historique sur l’origine et le développement des méthodes en géométrie, nel citare quale esempio, tra i primi apparsi, di moderni "geometri generalizzatori", i quali coltivando il gusto per la geometria dell'età greca avevano, nello stesso tempo, anche contribuito ad indicare la via mediante cui la geometria pura poteva, strutturandosi per forme generali, risorgere, menziona espressamente Fergola, Flauti, Giordano e gli altri nomi della scuola sintetica napoletana.
Politicamente conservatore, devoto alla religione cattolica e alla dinastia borbonica, durante l'occupazione francese Fergola visse appartato e si ritirò a Capodimonte, attuando una forma di resistenza passiva molto lodata dagli elementi filoborbonici. Nonostante la sua ostilità alla Repubblica Napoletana (1799), alla quale aveva aderito con entusiasmo il giovane allievo Annibale Giordano, Fergola fu nominato membro dell'Istituto Nazionale fondato dal generale Jean Étienne Championnet il 14 febbraio 1799. Alla restaurazione della monarchia borbonica (1800), ottenne la cattedra di matematica all'Università, che mantenne anche sotto i governi di Giuseppe Bonaparte e Gioacchino Murat e conservò fino al 1812. Nel 1808 fece parte della commissione che doveva redigere lo Statuto della Società Reale di Napoli e proprorre i nomi dei futuri accademici; rifiutò tuttavia la cattedra di meccanica all'Accademia militare e tutti i titoli e le onorificenze che gli furono offerti dai francesi.
Nel 1821, colpito da ictus cerebrale, Fergola rimase paralizzato. Trascorse la vecchiaia nell'infermità, circondato dalla venerazione dei suoi allievi. Morì a Napoli il 21 giugno 1824 e fu sepolto nella basilica di San Paolo Maggiore. Fergola lasciò molti scritti inediti. Dopo la sua morte l'allievo Vincenzo Flauti ne comprò i manoscritti, che erano raccolti in ben ventuno volumi, e ne curò una parte per la pubblicazione postuma; i manoscritti inediti sono conservati nella Biblioteca Nazionale di Napoli e in fondi archivistici della biblioteca dell'Università di Princeton.

## Opere
- (LA) Elementa physicae experimentalis usui tironum aptatae auctore Antonio Genuensi. Accedunt nonnullae dissertationes physico-mathematicae conscriptae a Nicolao Fergola, Venetiis, apud Thomam Bettinelli, 1781.
- Prelezioni sui Principi matematici della filosofia naturale del cavaliere Isacco Newton, Napoli, 1792-93 (archiviato dall'url originale il 1º aprile 2023).
  -  Nicola Fergola, Prelezioni sui principi matematici della filosofia naturale del cavalier Isacco Newton, vol. 1, Napoli, e stampatore della RAccadmilitare presso Giuseppe Maria Porcelli librajo, 1792. URL consultato il 13 giugno 2015.
  -  Nicola Fergola, Prelezioni sui principi matematici della filosofia naturale del cavalier Isacco Newton, vol. 2, Napoli, e stampatore della RAccadmilitare presso Giuseppe Maria Porcelli librajo, 1792. URL consultato il 13 giugno 2015.
- Trattato analitico delle sezioni coniche del signor N. F., Napoli, presso i Fratelli Chianese, 1814.
- Trattato analitico de' luoghi geometrici, di Nicola Fergola, Napoli, nella Stamperia dell'Accademia di Marina, 1818.
- Trattato analitico delle sezioni coniche e de' loro luoghi geometrici di Nicola Fergola pubblicato per la seconda volta da V. Flauti con sue note, ed aggiunte, In Napoli, nella stamperia per le opere del prof. Flauti, 1828.
- Teorica de' miracoli esposta con metodo dimostrativo seguita da un discorso apologetico sul miracolo di S. Gennaro e da una raccolta di pensieri su la filosofia e la religione, Napoli, Stamperia di V. Flauti, 1839.
- Trattato analitico delle sezioni coniche e de' loro luoghi geometrici di Nicola Fergola pubblicato per la seconda volta da V. Flauti con sue note, ed aggiunte, In Napoli, nella stamperia per le opere del prof. Flauti, 1840.
- Della invenzione geometrica opera postuma, di Nicola Fergola; ordinata, compiuta, e corredata d'importanti note dal prof. V. Flauti, aggiuntovi un esercizio di problemi geometrici risoluti con gli antichi, ed i moderni metodi, In Napoli: Nella stamperia dell'autore, 1842 (on-line).
- Istituzioni di meccanica e d'idromeccanica, Napoli, Sebeto, 1843.
- Divinazione del principio fondamentale pe' geometri antichi in risolvere i problemi di massimo e minimo: memoria tratta da' manoscritti di Nicola Fergola da Vincenzo Flauti segretario perpetuo dell'Accademia delle scienze e presentata ad essa nella I tornata del gennaio 1858, Napoli, Stamperia di A. De Pascale, 1861.